# Daedaleopsis confragosa
El Daedaleopsis confragosa, conocido comúnmente como el poliorpo de laberinto de paredes finas o el corchete ruborizado, es una especie de hongo poliporo de la familia Polyporaceae. Es un patógeno de las plantas que causa una podredumbre blanca en las frondosas dañadas, especialmente en los sauces. Los cuerpos fructíferos son semicirculares y duros, tienen una superficie superior marrón zonada concéntricamente y miden hasta 20 cm (8 pulgadas) de diámetro. La parte inferior blanquecina se vuelve gris-marrón a medida que envejece, pero los moratones son rosados o rojos. Se encuentra durante todo el año y es común en los bosques templados septentrionales del este de Norteamérica, Europa y Asia. La especie se describió por primera vez en Europa en 1791 como una forma de Boletus, y ha sufrido varios cambios de género en su historia taxonómica. Adquirió su nombre actual cuando Joseph Schröter la transfirió a Daedaleopsis en 1888.

## Taxonomía
El Daedaleopsis confragosa fue descrito científicamente por primera vez con el nombre de Boletus confragosus por el naturalista inglés James Bolton, en su obra de 1791 An History of Fungusses, growing about Halifax. Informó de que había encontrado especímenes en árboles viejos cerca de Fixby Hall y que le habían enviado especímenes desde Darlington. La especie ha pasado por varios géneros a lo largo de su historia taxonómica: Daedalea por Christian Hendrik Persoon en 1801; Trametes por Gottlob Ludwig Rabenhorst en 1844; Polyporus por Paul Kummer en 1871; Stigila por Otto Kuntze en 1891; Lenzites por Patouillard en 1900; Agaricus por William Alphonso Murrill en 1905; e Ischnoderma por Ivan Zmitrovich en 2001. Fue transferida a su género actual, Daedaleopsis, por el micólogo alemán Joseph Schröter en 1888. D. confragosa es la especie tipo del género Daedaleopsis.
Se han descrito varias variedades. L. Ljubarskii publicó la variedad bulliardi y la variedad rubecens en 1975. Ambas variedades se publicaron de forma inválida y no se considera que tengan un significado taxonómico independiente: la variedad rubescens se incluye en la sinonimia con la variedad principal, mientras que la variedad bulliardi se considera ahora sinónima de Trametes suaveolens. La variedad tricolor, propuesta por Appollinaris Semenovich Bondartsev y Rolf Singer en 1953, es ahora la especie independiente Daedaleopsis tricolor. Bondartsev describió la forma sibirica en 1953, pero ésta tampoco es ya independiente.
El poliporo ha adquirido varios nombres vernáculos, entre ellos «thin-maze flat polypore», «thin walled maze polypore», «blood-stained bracket», y «blushing bracket». Este último nombre hace referencia a su característica reacción amoratada. James Bolton se refirió a él como el «boletus rugoso».

## Descripción
El cuerpo del fruto, en forma de estante o de corchete, tiene forma de abanico o semicircular, y suele medir de 5 a 15 cm (2 a 6 pulgadas) de diámetro y hasta 2 cm (0,8 pulgadas) de grosor. Su superficie superior es de ampliamente convexa a plana, seca, lisa a algo vellosa, y suele tener líneas zonales concéntricas. Su color varía del marrón rojizo al marrón y al grisáceo, a veces volviéndose negruzco en la madurez. La superficie del sombrero puede tener un umbo en el punto de unión al sustrato. Los cuerpos de los frutos son de coriáceos a corchosos cuando están húmedos, pero se vuelven duros y rígidos cuando se secan. La carne es dura y de color blanco a rosáceo o parduzco. La parte inferior de los cuerpos fructíferos presenta poros diminutos de 0,5-1,5 mm de diámetro. Son de color blanco a tostado a marrón, pero adquieren tonos rosáceos o rojizos si se magullan. La forma de los poros es muy variable, de circular a alargada, de laberíntica a branquial. Los tubos miden hasta 1,5 cm de largo. El cuerpo del fruto carece de pedúnculo, ya que el estante se adhiere directamente al sustrato. Los cuerpos fructíferos no comestibles carecen de olor característico y tienen un sabor ligeramente amargo.
La huella de la espora es blanca; las esporas son cilíndricas, lisas y miden 7-11 por 2-3 μm. Los basidios (células portadoras de esporas) tienen una forma que va de cilíndrica a en forma de garrote, y unas dimensiones de 20-40 por 3-5 μm. El himenio presenta numerosos hifidios (hifas terminales modificadas), que miden 2-3 μm. El sistema hifal de Daedaleopsis confragrosa es trimítico, lo que significa que hay tres tipos de hifas en el cuerpo del fruto: las hifas esqueléticas, que proporcionan soporte estructural, son de paredes gruesas y miden 3-7 μm de diámetro; las hifas generativas, responsables del nuevo crecimiento, pueden ser de paredes finas o gruesas, pueden contener pinzas y miden 2-6 μm; las hifas aglutinantes, de paredes gruesas y muy ramificadas, miden 2-5 μm.

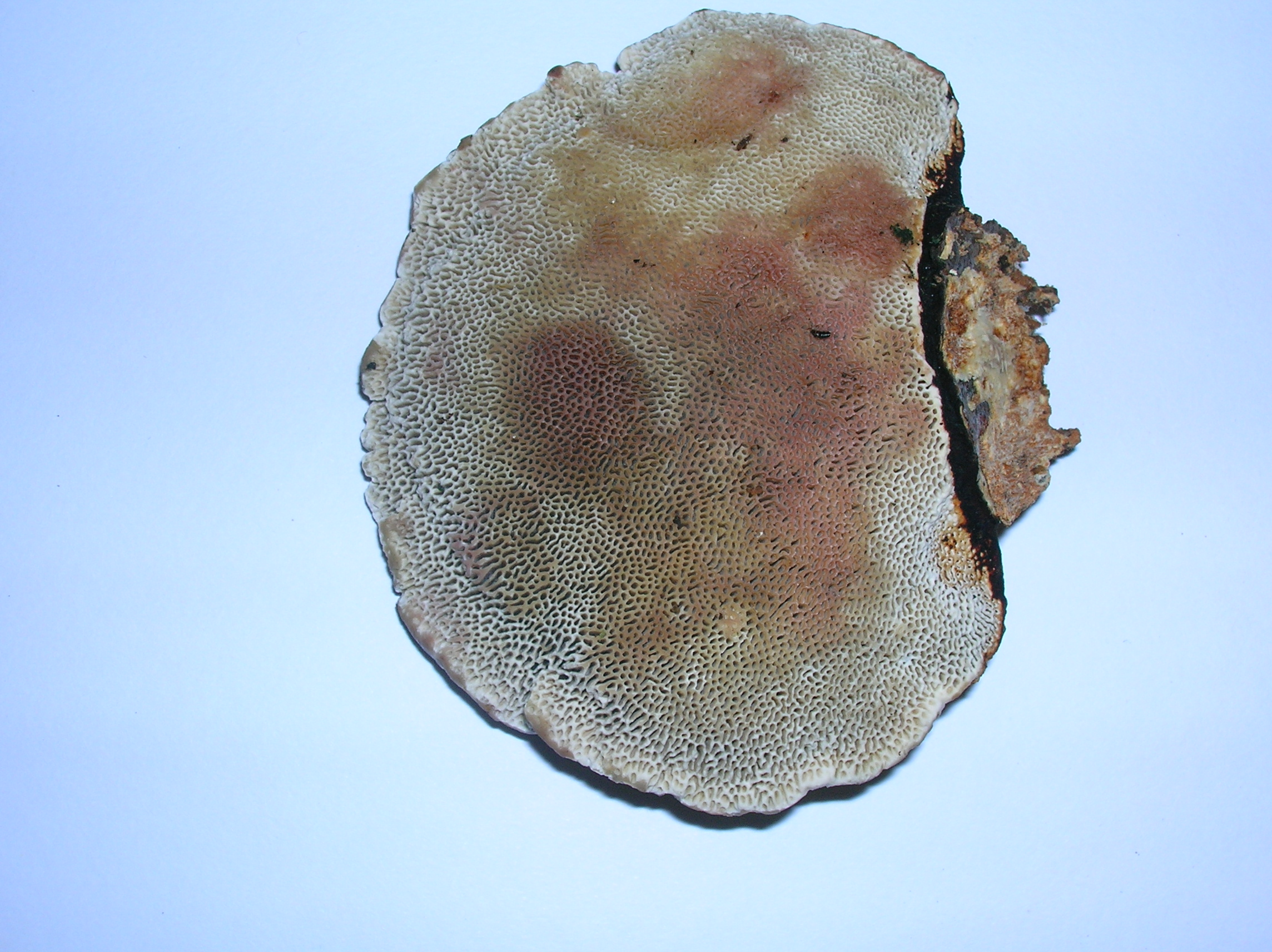
Reacción de contusión en la superficie de los poros

El poliporo se utiliza en la fabricación de papel ornamental, en el que los cuerpos fructíferos se despulpan, prensan y secan para producir hojas con texturas y colores inusuales.

### Especies similares
El Cerrena unicolor (antes Daedalea unicolor) es una especie común de polipora con una superficie de poros laberíntica que puede parecerse a D. confragosa. Se distingue por sus cuerpos fructíferos más delgados, una línea negra en la carne y la forma en que los tubos se rompen a menudo en dientes aplanados irregulares en la madurez. El Daedalea quercina, común en robles, tiene un cuerpo frutal más grande, de hasta 20 cm (8 pulgadas) de diámetro y 1-8 cm (0,4-3,1 pulgadas) de grosor, y su superficie porosa es más distintivamente laberíntica (como un laberinto). Provoca una podredumbre parda del corazón, en la que los carbohidratos se eliminan del duramen interior, dejando lignina oxidada de color parduzco.

## Ecología y distribución
El Daedaleopsis confragosa es un hongo lignícola que produce un decaimiento de la albura. Provoca la podredumbre blanca, un tipo de pudrición de la madera en la que la lignina se degrada y la celulosa permanece como un residuo de color claro. Los cuerpos fructíferos crecen aislados o en grupos, a veces en hileras, en las heridas de los árboles vivos. Su hospedador preferido es el sauce, pero también se ha encontrado en abedules y otras maderas duras. La fructificación suele producirse de junio a diciembre, pero los duros estantes pueden persistir todo el año. En América del Norte, la especie es más común en las zonas orientales, pero rara en las regiones occidentales. Es común en Europa, y es uno de los 100 hongos más comunes en el Reino Unido. Su área de distribución europea se extiende hacia el este hasta los Urales[. En Asia está ampliamente distribuida, habiéndose registrado su presencia en China, Maharashtra occidental (India), Irán, y Japón.
Los cuerpos fructíferos son populares entre los escarabajos amantes de los hongos. En un estudio ruso, se registraron 54 especies de 16 familias del complejo Coleoptera que utilizaban el hongo; las más comunes eran Cis comptus, Sillcacis affinis (Ciidae), Tritoma subbasalis, Dacne bipustulata (Erotylidae), Mycetophagus multipunctatus, M. piceus (Mycetophagidae) y Thymalus oblongus (Trogossitidae).

## Compuestos bioactivos
De D. confragosa se han aislado los triterpenos ácido 3α-carboxietoxiquercínico, ácido 3α-carboxietoxi-24-metileno-23-oxolanost-8-en-26-oico y 5α,8α-epidioxergosta-6,22-dien-3β-ol (peróxido de ergosterol). Se ha determinado que las lectinas de D. confragosa, probadas contra eritrocitos de conejo y humanos, tienen especificidad serológica anti-H.
El análisis de la composición de lípidos y ácidos grasos reveló que D. confragosa contiene un 20,1% de lípidos totales (mg/g de peso seco), un 32,9% de lípidos neutros, un 53,8% de fosfolípidos y un 13,3% de glicolípidos. Un análisis del contenido de hidroxiácidos grasos mostró que la D. confragosa contiene, como porcentaje del total de ácidos grasos, un 0,02% de ácido 7-hidroxi-8,14-dimetil-9-hexadecenoico y un 0,01% de ácido 7-hidroxi-8,16-dimetil-9-octadecenoico.